# Dōjinshi
Dōjinshi (同人誌?) este termenul japonez pentru lucrări tipărite autopublicate⁠(d), cum ar fi reviste, manga și romane. Parte dintr-o categorie mai largă de lucrări dōjin (auto-publicate), dōjinshi sunt adesea derivate din lucrări existente și sunt create de amatori, deși unii artiști profesioniști participă pentru a publica materiale în afara industriei convenționale.
Grupurile de artiști dōjinshi se numesc sākuru (サークル?). Unele astfel de grupuri sunt formate doar dintr-un singur artist, fiind numite uneori kojin sākuru (個人サークル?).
Din anii 1980, metoda principală de distribuție a fost prin convenții regulate de dōjinshi. Cea mai mare dintre acestea este Comiket (prescurtare de la „Comic Market”), organizată vara și iarna la Big Sight în Tokio. La convenție, peste 20 acri (81.000 m2) de dōjinshi sunt cumpărate, vândute și schimbate de participanți.